# Catharina Stopia
Catharina Stopia, död efter 2 april 1657 och troligen före 12 november 1660, var Sveriges första kvinnliga diplomat.

## Biografi
Catharina Stopia var dotter till stadsläkaren i Riga, Zacharias Stopius, och gifte sig 1620 med den senare svenska medborgaren och diplomatiska agenten (ambassadören) Johan Möller som adlades 1631 och sedan skrev sig till Liljenhagen i Ingermanland. Under denna tid använde dock ännu inte gifta kvinnor i Sverige sin makes efternamn. Möller var verksam i Moskva när han avled 1632, och Catharina Stopia fick då fullmakt av riksrådet att fortsätta makens arbete. Hennes första insats som diplomat var lyckad; den gällde handelsförbindelserna mellan de båda länderna. Året därpå fick hon emellertid bekymmer. Av brev till riksrådet framkommer att Stopia drabbades av någon katastrof av något slag. Hennes gård brändes ned, och hon tvingades 1634 fly till Sverige. Därmed var hennes diplomatiska karriär över. Hon gifte senast 1637 om sig med överstelöjtnant Christoffer Jagow.